# Ebrahim Ghasempour
Ebrahim Ghasempour (persan : ابراهیم قاسم‌پور) (né le 11 septembre 1957 à Abadan en Iran) est un footballeur international iranien, qui évoluait au poste de milieu de terrain, avant de devenir entraîneur.

## Biographie

### Carrière de joueur

#### Carrière en sélection
Avec l'équipe d'Iran, il joue 31 matchs (pour un but inscrit) entre 1975 et 1978. 
Il figure dans le groupe des sélectionnés lors de la coupe du monde de 1978.
Il participe également à la coupe d'Asie des nations de 1976, qu'il remporte, ainsi qu'aux JO de 1976.

## Palmarès
Avec l'Iran, il remporte la Coupe d'Asie des nations 1976 en battant le Koweït en finale.